# Петроглифы горы Рич
Петроглифы горы Рич — группа петроглифов доколумбового периода, находящихся глубоко в ущелье вдоль реки Сент-Патрик у горы Рич в Гренаде. Место находки состоит из нескольких валунов с резьбой древних индейцев, самый большой из которых содержит более 60 гравировок. Также рядом можно найти два «рабочих камня», содержащих по шести купул — выемок. Точное применение этих «рабочих камней» неизвестно.

## История
Учитывая разнообразие и огромное количество изображений, некоторые исследователи предположили, что они представляют собой палимпсест рисунков, вырезанных в разное время. Например, исследование элементов стиля петроглифов горы Рич по сравнению с другими петроглифами на Малых Антильских островах показало, что самые ранние изображения на горе Рич могли быть вырезаны ещё в 500 году нашей эры. Однако керамические данные с близлежащего археологического памятника (Монтроя) дают основание предполагать, что они были вырезаны несколько позже, не ранее 700 г. н. э., что дополнительно подтверждается радиоуглеродным датированием. Другие косвенные свидетельства корреляции периода засушливого климата с перемещениями населения в Южной Америке и южной части Карибского бассейна предполагают, что большая часть (если не все) наскальных рисунков и рабочих камней Гренады датируется 750—900 годами нашей эры.

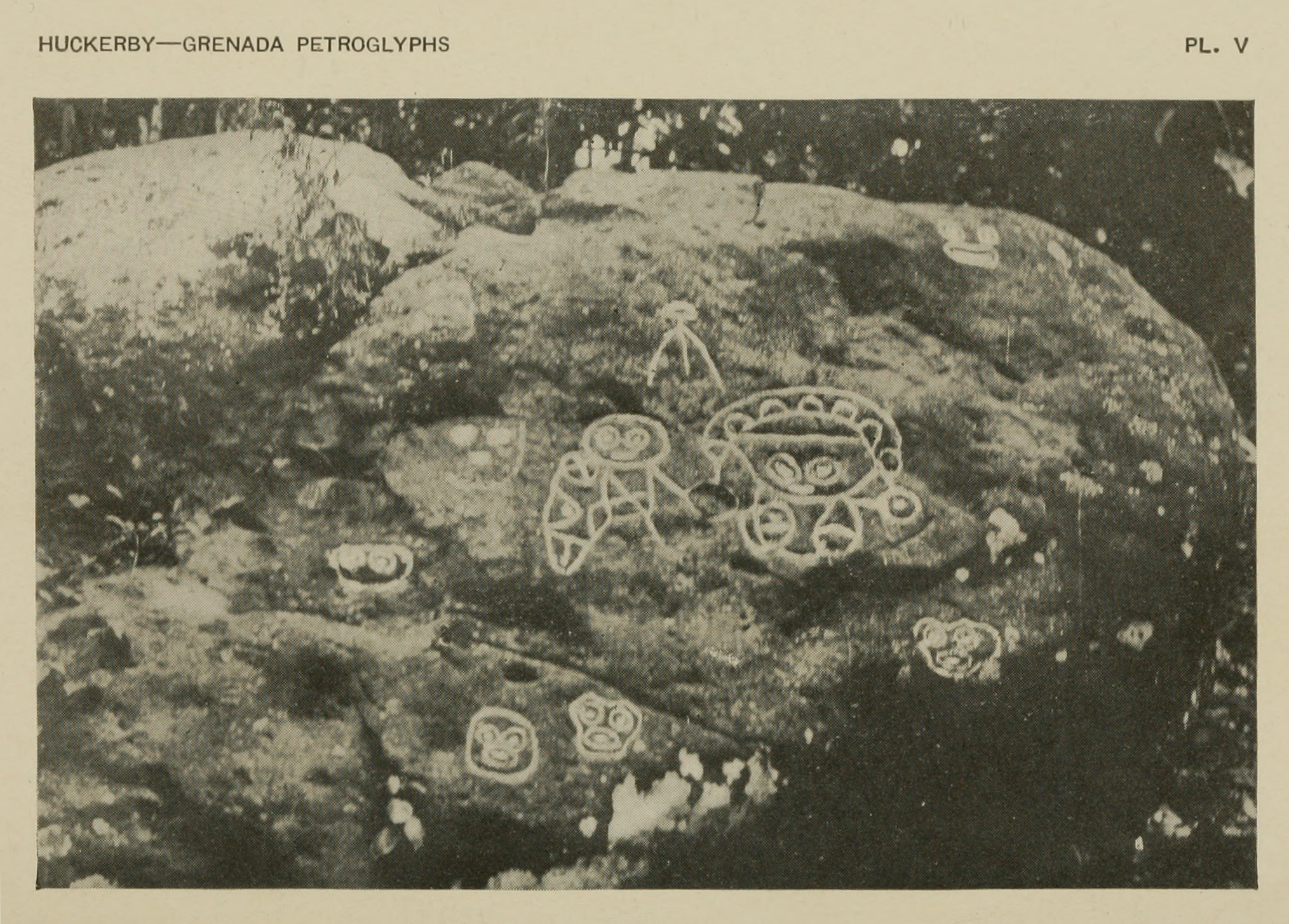
Фотография главного камня из книги Хакерби 1921 года.

Самым ранним историческим упоминанием о камнях горы Рич является краткая заметка, датированная 1833 годом в Grenada Magazine, в которой описываются «несколько иероглифических символов», вырезанных на камне под сахарными заводами на горе Рич. В феврале 1903 года немецкий геолог Карл Саппер зарисовал несколько изображений горы Рич в своей книге о Сент-Винсенте. В 1921 году Томас Хакерби, методистский священник, который принимал Саппера и ранее написал статью о петроглифах Сент-Винсента, опубликовал небольшую брошюру о петроглифах Гренады в Музее американских индейцев в Нью-Йорке (ныне часть Смитсоновского института). Его отчет содержит фотографии и обсуждение глифов на горе Рич и двух других местах недалеко от Виктории, тоже в Гренаде. После визита Хакерби несколько исследователей упомянули это место в своих отчетах.
В 1986 году археологи Энн Коди отметили гору Рич в списке доисторических памятников острова. Они заметили, что фотографии Хакерби не соответствовали текущему положению главного камня, что привело их к гипотезе о том, что камень скатился с холма после визита Хакерби. Другие с тех пор отметили, что, учитывая его связь с другими петроглифами и рабочими камнями в реке, главный камень, вероятно, просто немного сдвинулся с места с 1921 года, возможно, из-за того, что люди стояли на нём. Действительно, уже в статье 1833 года камень описывается как расположенный ниже сахарного поместья на горе Рич, что указывает на то, что он, вероятно, всегда находился в ущелье.

## Интерпретация

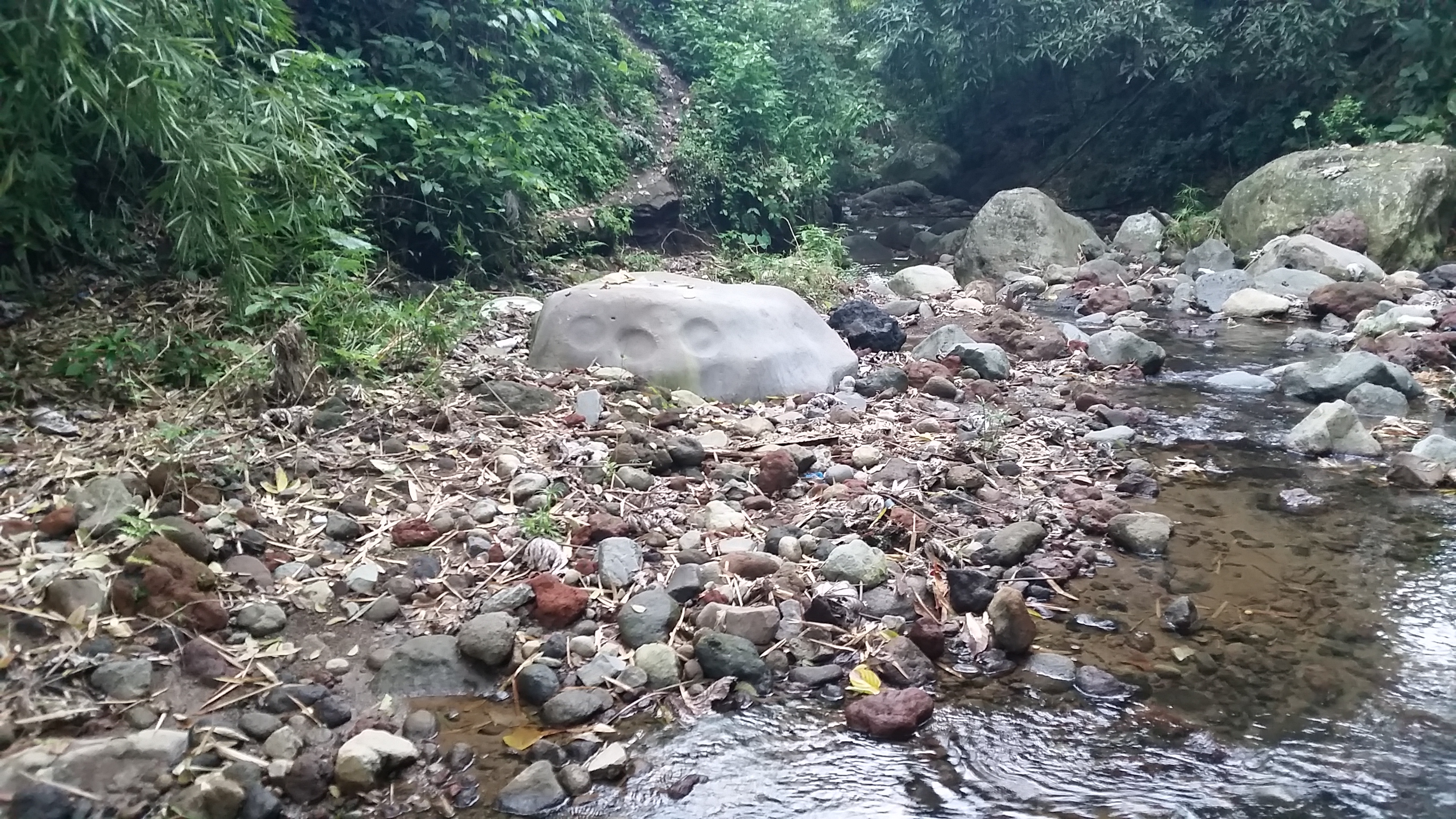
Один из «рабочих камней» на горе Рич у петроглифов.

В то время как первоначальное значение гравировок на горе Рич можно только предполагать, археологи сделали несколько общих замечаний о наскальном искусстве в Карибском бассейне, в частности:
1. они всегда находятся у воды;
2. рядом часто встречаются «рабочие камни» ;
3. некоторые изображения встречаются также на керамике, но большинство — нет;
4. есть три основные категории рисунков: простые лица, сложные лица и геометрические узоры;
5. сложные лица часто имеют зооморфные (звериные) черты.

Большинство карибских археологов считают, что петроглифы были нарисованы шаманами, возможно, для обозначения мест, где собирались духи предков. Как и большая часть жителей Нового Света, группы индейцев в Карибском бассейне были анимистами и стремились общаться со своими предками. По одной из гипотез, если петроглифы — это часть пространства ритуальных действий, то сопутствующие рабочие камни могли быть ступами, на которых шаманы смешивали галлюциногенные смеси, чтобы соединиться с предками, прежде чем вырезать (или повторно вырезать) рисунки.

## Посещение
В 2014 году местная молодёжная группа (MYCEDO) получила грант на реконструкцию старого смотрового дома и превращение горы Рич в достопримечательность. В 2018 году они открыли для посетителей здание, предлагая за небольшую плату информацию и смотровую площадку. Группа также проводит экскурсии по своей деревне и близлежащим заброшенным плантациям. Петроглифы горы Рич также являются частью маршрута Министерства туризма по Тропе петроглифов, которая связывает несколько мест наскального искусства Гренады.

## Официальный статус
Как и со всеми доисторическими и историческими археологическими памятниками Гренады, нет четких обозначений или правил, охраняющих место на горе Рич, несмотря на то, что его постоянно рекомендуют для включения в национальный реестр объектов наследия (который никогда не был официально оформлен). Технически все эти объекты находятся под защитой Закона о национальных музеях Гренады от 2017 года, но этот закон был реализован правительством Гренады лишь частично.